# Akademia Nauk Stosowanych Angelusa Silesiusa
Akademia Nauk Stosowanych Angelusa Silesiusa (dawniej Państwowa Uczelnia Angelusa Silesiusa w Wałbrzychu) – polska publiczna uczelnia zawodowa w Wałbrzychu.
Uczelnia finansowana jest przez dotację z budżetu Państwa oraz przez Ministerstwo Nauki i Szkolnictwa Wyższego. Działalność edukacyjna placówki skoncentrowana jest na umożliwieniu studiowania na poziomie wyższym osobom, które nie mają możliwości nauki w oddalonych ośrodkach akademickich.

## Historia
Uczelnia została utworzona na mocy rozporządzenia Rady Ministrów Rzeczypospolitej Polskiej z dnia 15 czerwca 1999 roku. Jest pierwszą samodzielną uczelnią państwową w Wałbrzychu. Na mocy rozporządzenia Ministra Edukacji Narodowej i Sportu z dnia 26 stycznia 2006 roku patronem Uczelni stał się Angelus Silesius. Od 1 października 2022 uczelnia decyzją Ministra Edukacji zmieniła nazwę na Akademia Nauk Stosowanych Angelusa Silesiusa.
Uczelnia jest partnerem w programie Erasmus+, dzięki któremu studenci oraz pracownicy mogą realizować część studiów poza granicami kraju w tzw. uczelniach partnerskich. Oprócz wyjazdów na semestr lub rok, możliwe są wyjazdy na 2–3 miesięczne praktyki zawodowe.
W latach 2016–2020 rektorem uczelni był dr hab. Piotr Jurek. W latach 2008–2016 funkcję tę pełniła Elżbieta Lonc, która na stanowisku rektora zastąpiła Czesława Dutkę pełniącego tę funkcję od 1999 roku. W kadencji 2020-2024 rektorem jest prof. dr hab. Robert Wiszniowski.

## Program dydaktyczny

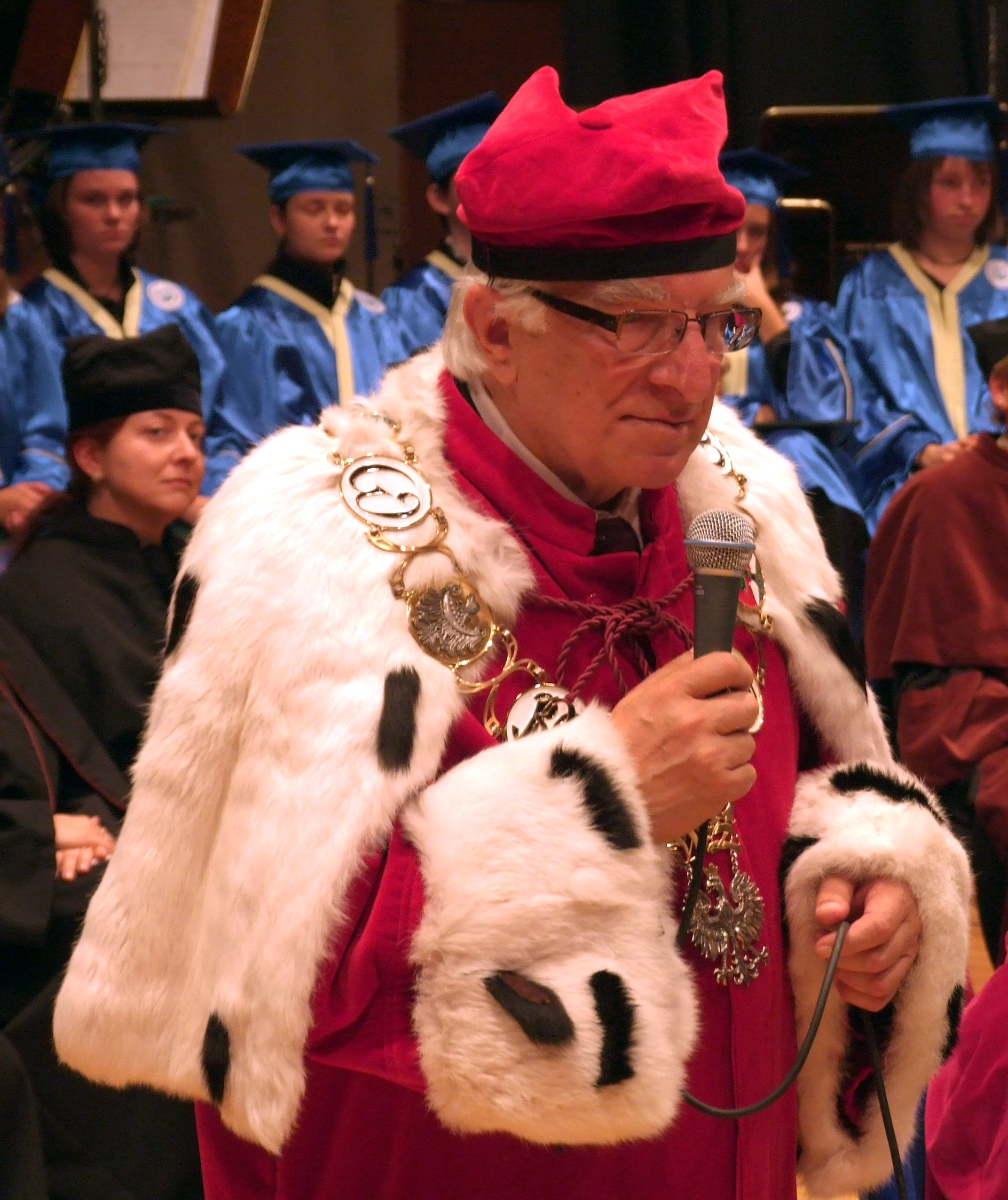
Prof. Czesław Dutka, pierwszy rektor wałbrzyskiej uczelni

Uczelnia prowadzi studia pierwszego stopnia (licencjackie i inżynierskie) i drugiego stopnia (magisterskie) w ramach trzech instytutów.
- Instytut Przyrodniczo-Techniczny
  - Architektura wnętrz[11] (studia licencjackie)
  - Bezpieczeństwo i higiena pracy[12] (studia inżynierskie)
  - Logistyka (studia inżynierskie[13], studia magisterskie[14])
  - Grafika użytkowa z reklamą (studia licencjackie)
  - Zarządzanie[15] (studia licencjackie)
- Instytut Społeczno-Prawny
  - Administracja (studia licencjackie[16], studia magisterskie[17])
  - Filologia[18] – filologia angielska (studia licencjackie)
  - Pedagogika[19] (studia licencjackie)
- Instytut Zdrowia
  - Dietetyka[20] (studia licencjackie)
  - Kosmetologia[21] (studia licencjackie)
  - Pielęgniarstwo[22] (studia licencjackie)
  - Techniki dentystyczne[23] (studia licencjackie)

Ponadto uczelnia prowadzi studia podyplomowe.

## Baza lokalowa
Baza dydaktyczna uczelni składa się z trzech, w pełni wyposażonych i przystosowanych do prowadzenia zajęć dydaktycznych, budynków zlokalizowanych przy:
- ul. Zamkowej 4 (gmach główny uczelni, budynek A),
- ul. Piotra Skargi 14a (budynek B),
- ul. Piotra Skargi 14a (sala Auditorium Novum, budynek C).

Budynki usytuowane są w bezpośrednim sąsiedztwie, w centrum miasta Wałbrzycha. Gmach dawnego Pałacu Czettritzów (bud. A) o powierzchni użytkowej – 3.316 m², poddany (w 2004 r.) kompleksowej renowacji, otoczony jest zabytkowym parkiem (o powierzchni 4 ha) na terenie, którego studenci spędzają swój wolny czas. Uczelnia dysponuje miejscami parkingowymi.
W budynku A, do dyspozycji studentów, został przeznaczony kompleks sportowy o powierzchni 205 m², na który składa się: siłownia, sala do ćwiczeń sprawności i kondycji typu fitness oraz sauna. Kompleks jest bogato wyposażony w profesjonalny sprzęt, tj. ergometry, trenażery eliptyczne, wioślarze, bieżnie, atlas do ćwiczeń siłowych, rowery stacjonarne.
Budynek B przystosowany jest do potrzeb osób niepełnosprawnych (posiada windę), co umożliwia i ułatwia poruszanie się po obiekcie. Ponadto do dyspozycji studentów pozostaje kompleks sportowy o powierzchni 130 m² wyposażony w: steppery treningowe, ergometry, platformy wibracyjne, wioślarze, rowery pionowe, bieżnie LifeFitness.
Auditorium Novum (bud. C) – nowoczesna sala audiowizualna o powierzchni użytkowej 499 m² (350 miejsc siedzących), wyposażona jest w nowoczesny sprzęt multimedialny, m.in. ekran wielkoformatowy, tablicę interaktywną, system nagłośnieniowy. Budowa auli współfinansowana była ze środków Unii Europejskiej w ramach Priorytetu 7 „Rozbudowa i modernizacja infrastruktury edukacyjnej na Dolnym Śląsku (Edukacja) Działanie 7.1 Rozwój infrastruktury szkolnictwa wyższego. W Auditorium Novum odbywają się m.in. uroczystości uczelniane: inauguracja roku akademickiego, immatrykulacja, wręczenie dyplomów, święto uczelni.
Do dyspozycji studentów (w tym także zagranicznych realizujących część studiów w ramach Programu ERASMUS+), na terenie kampusu został przeznaczony (w 2013 r.) Dom Studenta „AS” z 66 miejscami, gdzie w pokojach 1, 2 i 3-osobowych (ze wspólną kuchnią i pralnią) istnieje dostęp do Internetu.

## Jednostki ogólnouczelniane
- Biblioteka Uczelniana[25]
- Wydawnictwo Uczelniane[26]

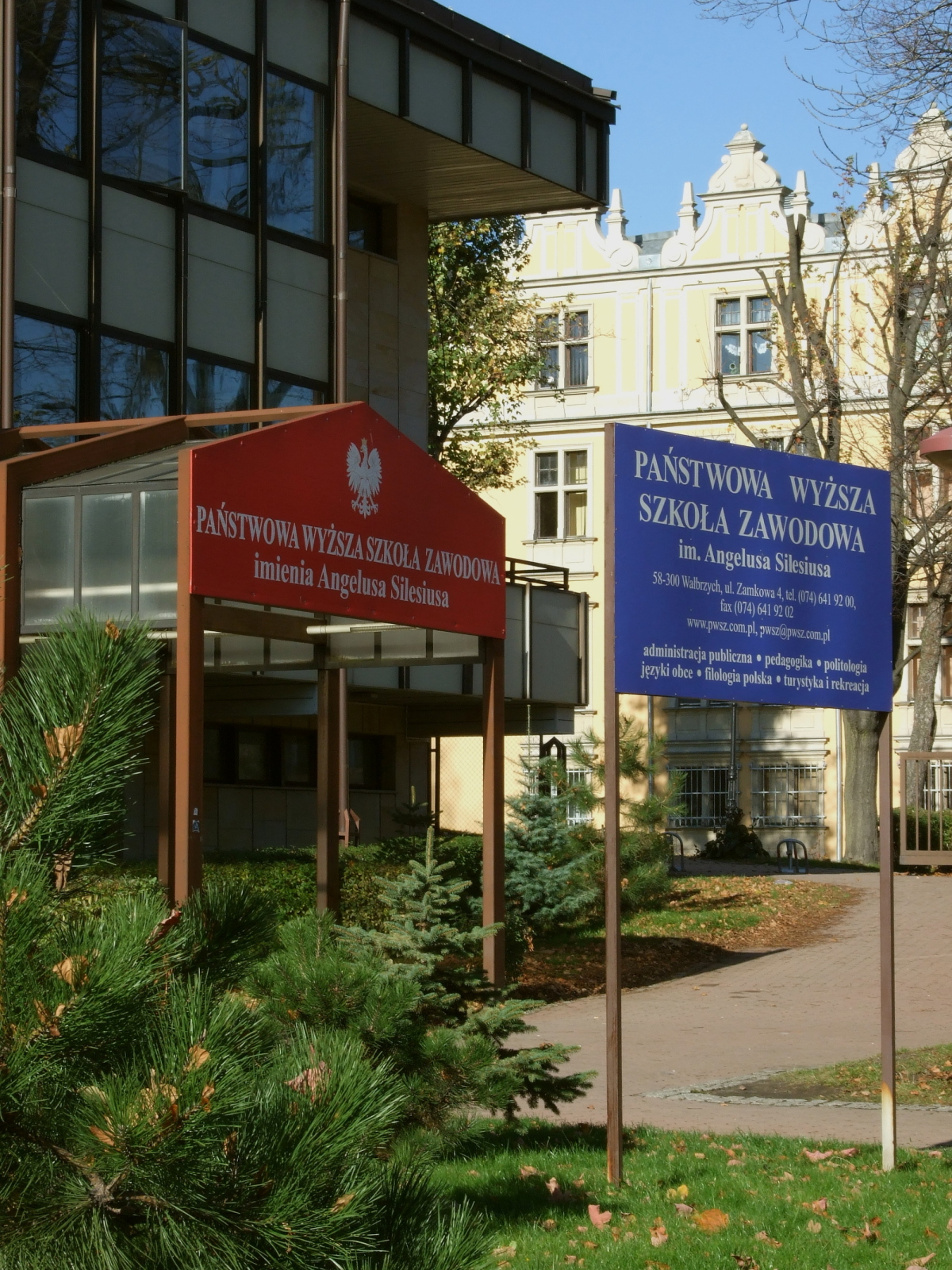
Budynek dydaktyczny przy ulicy Piotra Skargi

- Wałbrzyski Uniwersytet Trzeciego Wieku[27]